# Dzielnica Czterech Świątyń
Dzielnica Czterech Świątyń, Dzielnica Czterech Wyznań – obszar Starego Miasta we Wrocławiu, pomiędzy ulicami Kazimierza Wielkiego, św. Antoniego, Pawła Włodkowica i św. Mikołaja. Nazwa ta funkcjonuje od 1995 roku z inicjatywy duchownych chrześcijańskich (katolickich, prawosławnych i protestanckich) oraz działacza społeczności żydowskiej Jerzego Kichlera. Jest to także nawiązanie do historii i kultury Wrocławia, na który wpływ mieli zarówno Niemcy, Piastowie, Czesi, a także przybysze z Kresów. 
Obszar ten nigdy nie był i obecnie także nie jest dzielnicą w sensie prawnym.
W okolicy tej w bliskim sąsiedztwie znajdują się cztery świątynie różnych wyznań (od jednej do kolejnej jest najwyżej 300 metrów). Są to:
- prawosławny sobór Narodzenia Przenajświętszej Bogurodzicy;
- rzymskokatolicki kościół św. Antoniego z Padwy;
- ewangelicko-augsburski kościół Opatrzności Bożej;
- synagoga Pod Białym Bocianem.

Z inicjatywy społeczności religijnych i mieszkańców Wrocławia powstała Fundacja „Dzielnica Wzajemnego Szacunku Czterech Wyznań”, która zajmuje się koordynowaniem wydarzeń, takich jak spacery, spotkania czy warsztaty. Wierni czterech wyznań organizują wspólne imprezy charytatywne, spotkania edukacyjne dla dzieci oraz modlitwy ekumeniczne aby przybliżyć kulturową i religijną różnorodność miasta. Jest jedną z atrakcji turystycznych miasta.

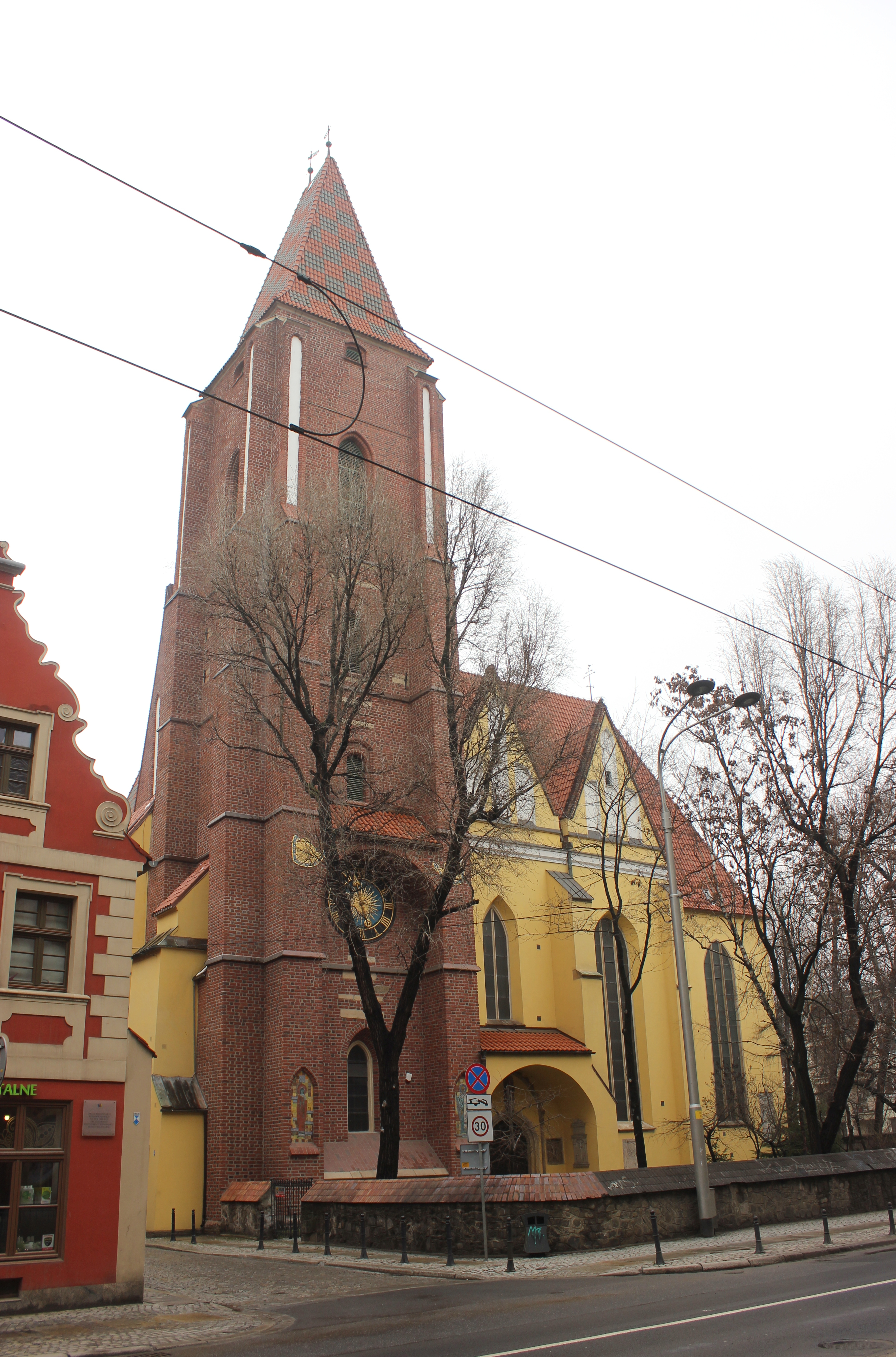
Cerkiew katedralna Narodzenia Przenajświętszej Bogurodzicy
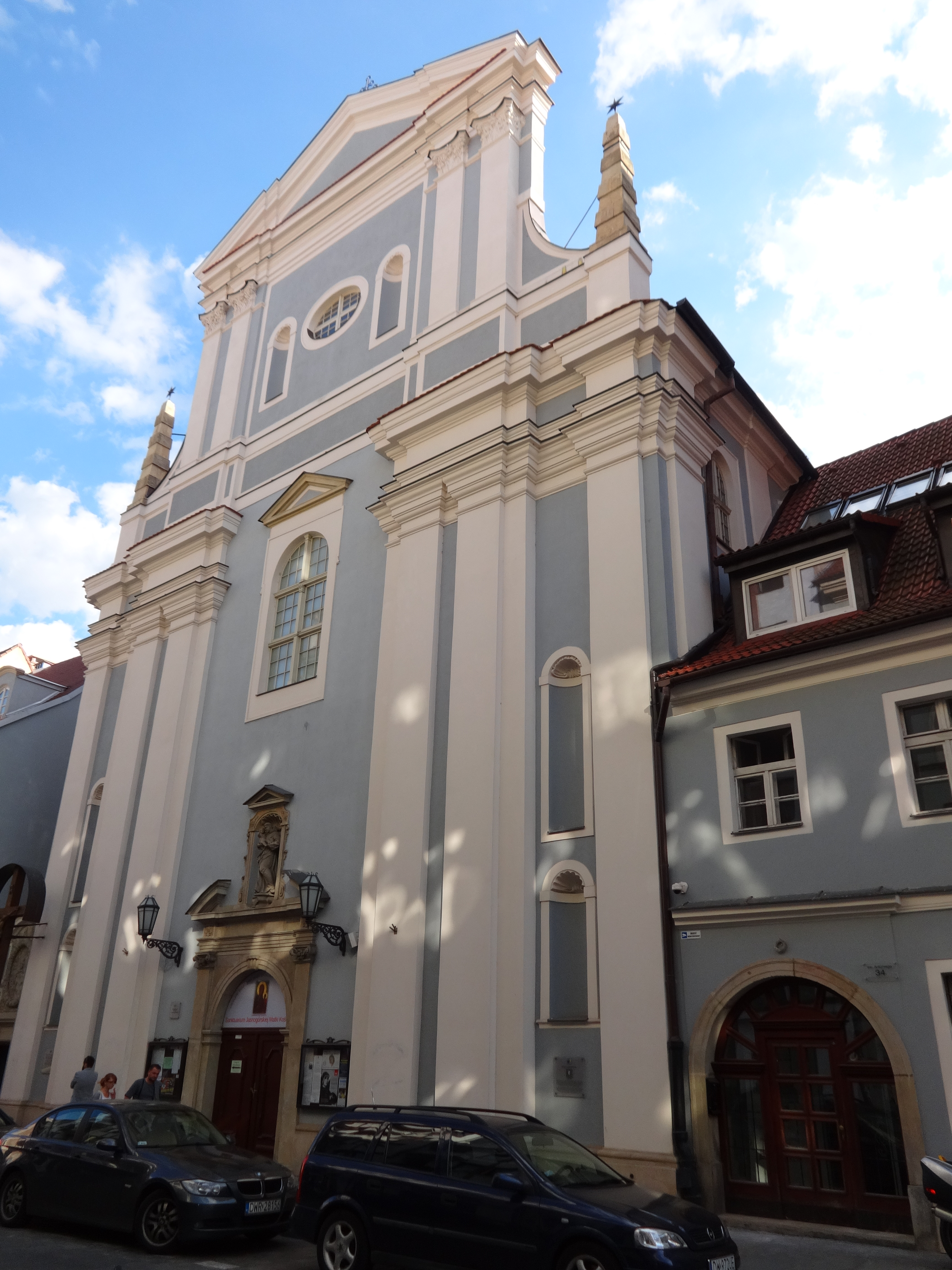
Kościół św. Antoniego
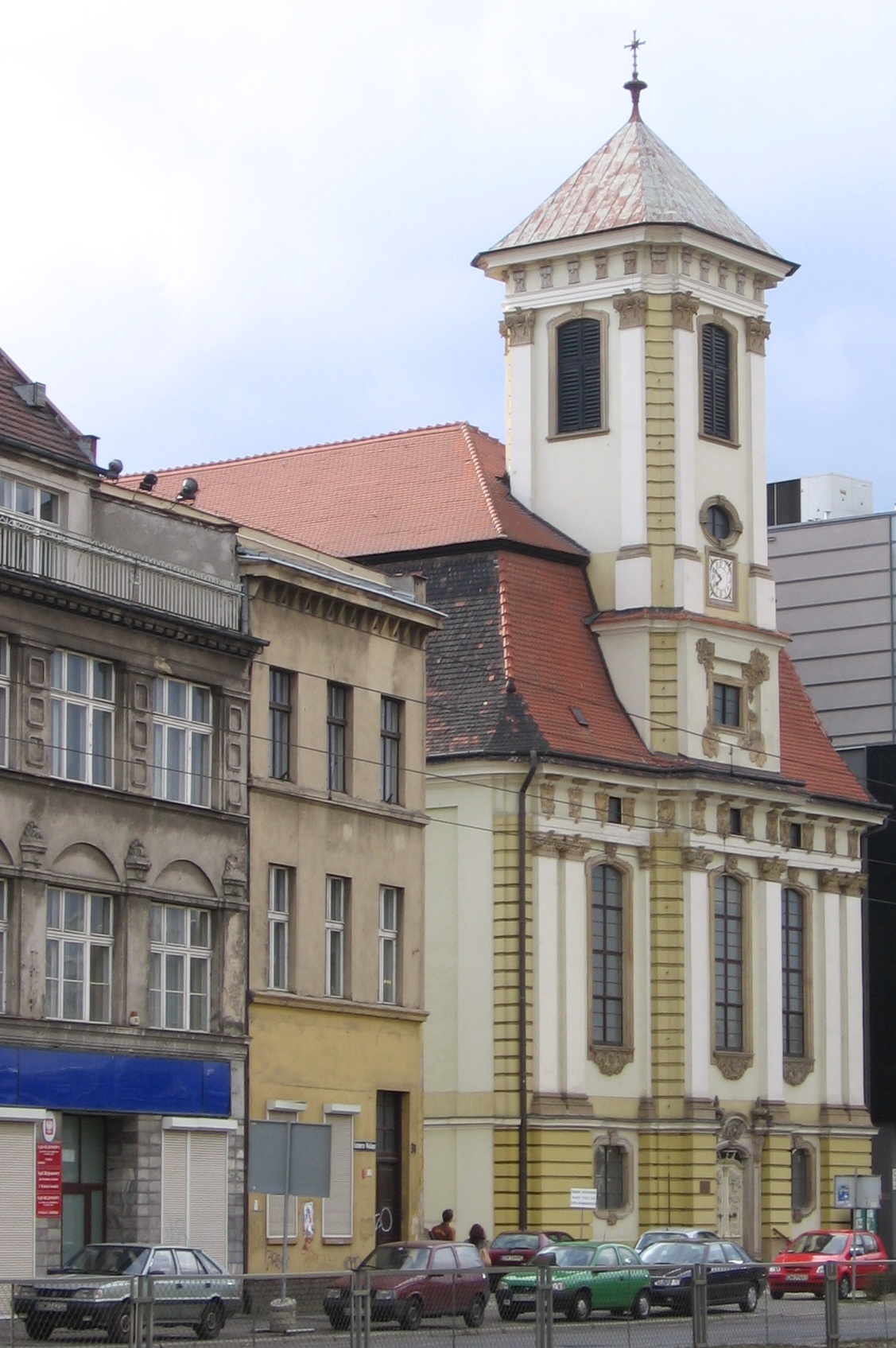
Kościół Opatrzności Bożej
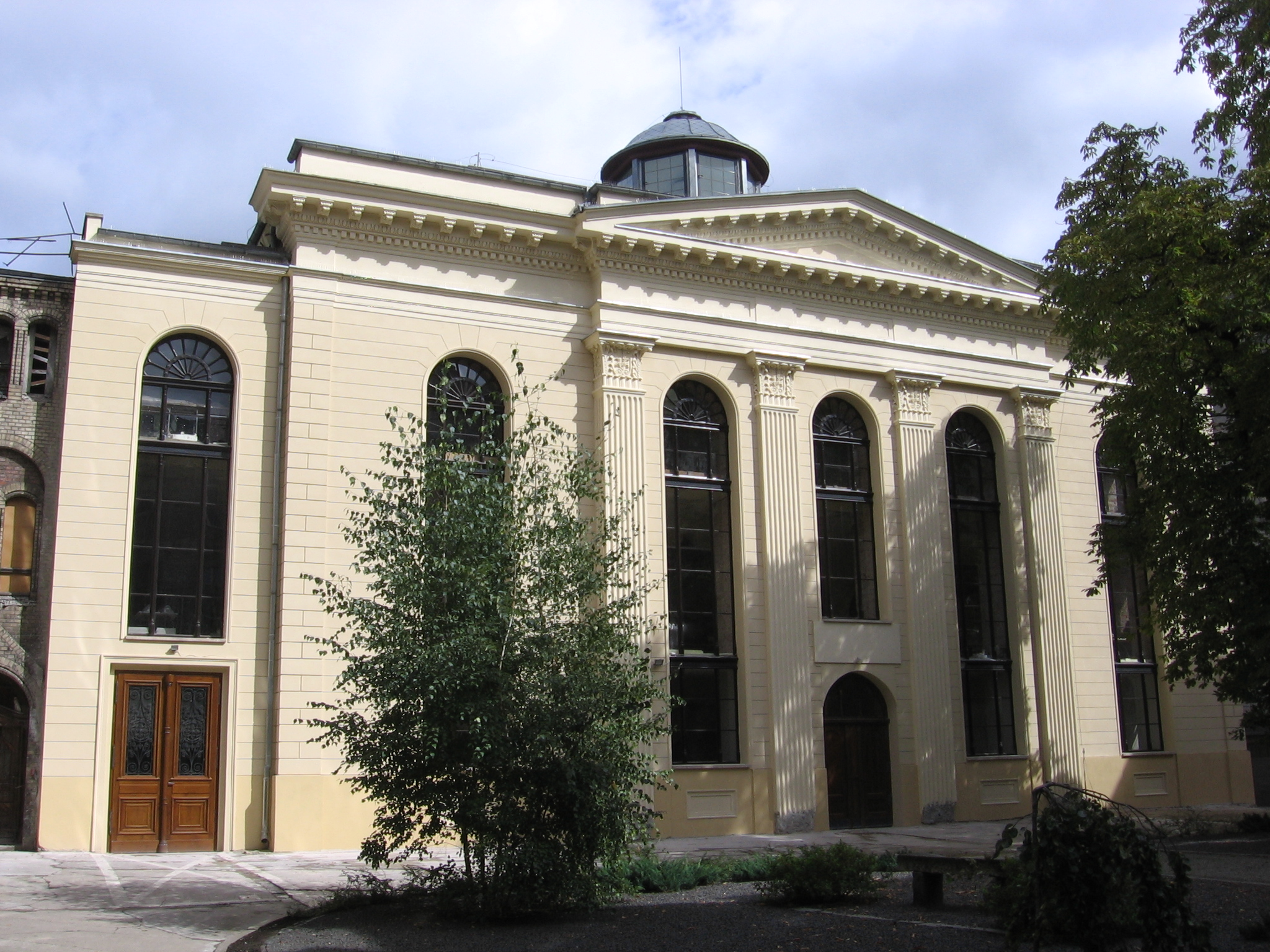
Synagoga pod Białym Bocianem

W celu podkreślenia wyjątkowości tego obszaru w Biurze Rozwoju Wrocławia powstała idea zagospodarowania go i poprowadzenia ścieżki kulturowej czterech świątyń, która połączy wszystkie świątynie stając się głównym elementem identyfikującym tę część Starego Miasta.